# Antonio Martín Beaumont
Antonio Martín Beaumont (Madrid, 6 de marzo de 1957) es un periodista, escritor, analista político en radio y televisión, columnista en prensa y expolítico español. Es director de ESDiario.com, después de dirigir durante 16 años El Semanal Digital. Es padre de la política del PP María Martín Revuelta.

## Biografía
En 1979 comenzó una carrera política que le llevó a ser el tercer presidente nacional de Nuevas Generaciones de Alianza Popular (AP), tras Loyola de Palacio y Alejandro Martín Carrero. Durante su periodo al frente de la organización juvenil del partido de Manuel Fraga (1979-1984) vivió los delicados momentos del intento golpe de Estado de 1981 y fue uno de los miembros de la comisión organizadora de la gran manifestación que el 27 de febrero recorrió las calles de Madrid, detrás del lema “Por la libertad, la democracia y la constitución", en repulsa de la intentona golpista. También participó en la redacción del manifiesto leído a su término por la periodista Rosa María Mateo. Días después, junto a los dirigentes juveniles de UCD (Ramón Álvarez de Miranda), PSOE (Quico Mañero) y PCE (Josep Palau), solicitó el Premio Nobel de la Paz para Juan Carlos I por "su valiosa contribución a la democracia al enfrentarse al golpe". Los cuatro dirigentes juveniles fueron recibidos por el Rey una semana más tarde en el Palacio de la Zarzuela en muestra de agradecimiento por la firme actitud mantenida en aquellas horas al frente de las juventudes de los mayores partidos políticos españoles. Fue vocal del Comité Ejecutivo Nacional de AP, secretario general del partido en Castilla y León. Fue procurador regional por Palencia en las Cortes de Castilla y León en su i legislatura, así como portavoz del Grupo Popular en la cámara. En 1986 anunció su abandono de Alianza Popular cuando los diputados Jorge Verstrynge, Gabriel Camuñas, Carlos Ruiz Soto y Carlos Manglano dejaron AP y pasaron al Grupo Mixto por desavenencias con Manuel Fraga.
Desde su salida de la política, está dedicado a la comunicación y el periodismo. En 1987 se incorporó como director de Comunicación y Organización a una de las sociedades españolas del Grupo Generali. Diez años después, en 1997, participa en la fundación de la revista Prometeo, donde ejerce tareas de corresponsal político y más tarde de redactor jefe. En 1999 fundó El Semanal Digital, uno de los primeros periódicos digitales en España, diario galardonado en 2011 con el Premio PR al mejor periódico español en internet, el 16 de noviembre de 2015, tras una profunda renovación, El Semanal Digital, cambió su nombre, manteniendo sus clásicas siglas ESD, por el de ESdiario. Fue presidente de la Escuela de Investigaciones Sociales para la Civilización Europea y ha impartido seminarios y cursos sobre periodismo digital en la Universidad Complutense de Madrid, la Universidad Carlos III, la Universidad Rey Juan Carlos y la Universidad Católica de Ávila.
Columnista de La Razón, lo ha sido también de La Gaceta y la revista Época-Siete Días. Colabora habitualmente como analista en medios radiofónicos como la COPE y RNE. También ha participado como analista en distintos programas de televisión de La Sexta, como Al rojo vivo (2011-actualidad) y La Sexta noche (2013-2023); así como en El cascabel (2014-actualidad) y Más claro agua (2014-actualidad) en Trece, Hoy en Madrid en Onda Madrid, Diario de la noche en Telemadrid y No nos moverán en CCM TV (2013-actualidad).
En 2010 publicó la primera biografía de la ex-secretaria general del PP, María Dolores de Cospedal. Este ensayo político y biográfico, publicado por la editorial LibrosLibres, y titulado Cospedal. La reina de la Torre de Marfil, vendió tres ediciones.